# Biserica de lemn din Turdaș

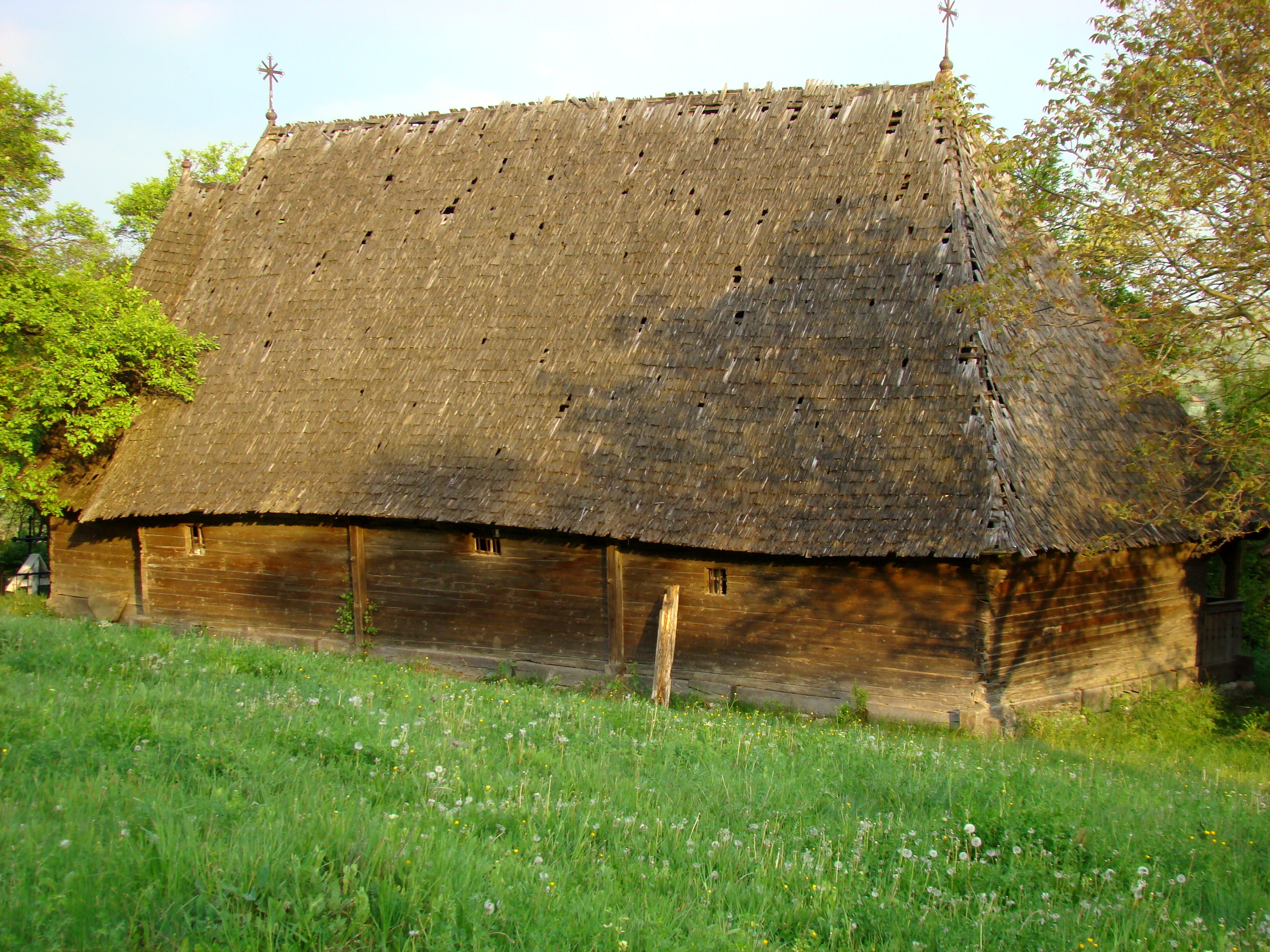
Biserica de lemn din Turdaş, județul Alba, 2009

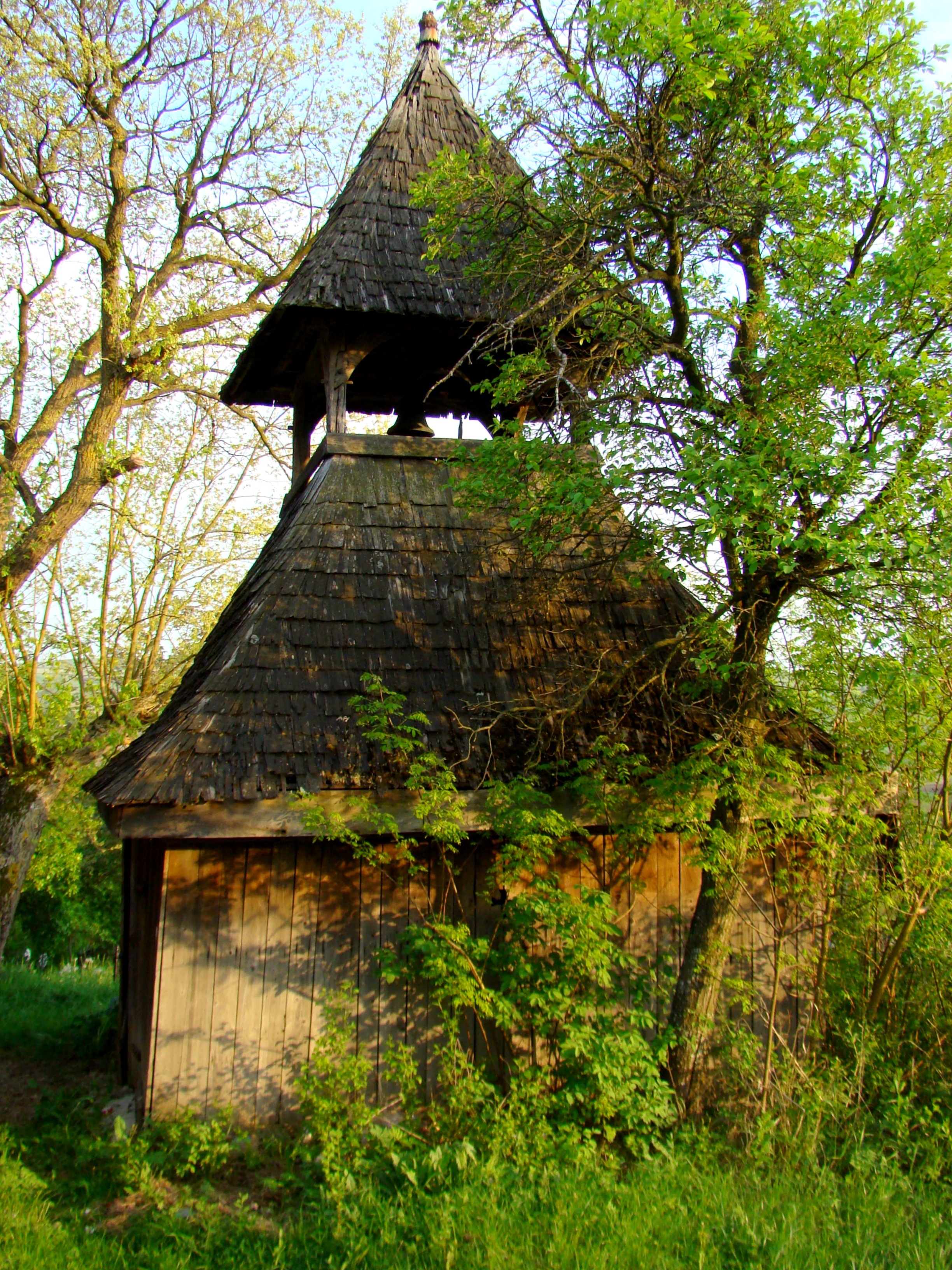
Clopotnița bisericii de lemn din Turdaş, județul Alba, 2009

Biserica de lemn din Turdaș, comuna Hopârta, județul Alba, datează din secolul XVIII. . Are hramul „Sfinții Arhangheli Mihail și Gavriil”. Biserica se află pe noua listă a monumentelor istorice sub codul LMI:  AB-II-a-B-00378.

## Istoric și trăsături
Însemnările păstrate indică biserica de zid din sat drept cel dintâi lăcaș de cult al comunității. Vechea biserică de zid a intrat în anul 1652 în posesia a patru familii care s-au calvinizat, comunitatea ortodoxă construindu-și o biserică de lemn cu împletitură de nuiele și tencuială în anul 1655. Biserica de lemn actuală a înlocuit-o pe cea de nuiele în decursul secolului 18.

### Biserica de nuiele
Despre vechea biserică de nuiele vorbește o însemnare de pe un Triod astfel: „Să se știe cum la anul 1582 de la Cristos, biserica de la Turdaș, din cóstă, care încă de la daci rămase românilor, au fost sub stăpânirea episcopului Alexă Tordaș, împreună cu toate pământurile de la câmp. Dându-se apoi dintre noi, dintre rumâni, calvini: Ion Baldea, cui i s-a dat apoi nume unguresc Szatmári János, Dumitru Jeledințan, care după aceea s-a numit Lozsárdi Demeter, Gruia Pătru, care cu acest nume au și rămas, și Căpruță Adam, ce s-au numit Kaproncai Adám, împreună cu femeile lor și cu copiii, cu numărul 26 de suflete, craiul Ardealului, măria sa Gheorghe Racoți, la anul 1652 ne-au luat biserica cu pământurile de la câmp dimpreună, și au dat calvinilor ce se nimiră mai sus, pentru care multă vrajbă am avut cu ei, ci neputând prididi, am fost siliți a ne face altă biserică, și aceea de nuiele care am lipit-o cu pământ și am văruit-o. În Turdaș, mesița Cireșer la anul 1655, Grigorie Vlad m.p. paroh Turdaș, Darabant Lazăr m.p., Baldea Alicsandru, Toader On, Lula Adam, Toader I., Muntean Pătru, Roman Dumitru, titorii bisericii.”

### Biserica de lemn
Monumentul a fost edificat în a doua jumătate a secolului XVIII. În acest sens stă mărturie anul 1770, înscris pe fragmentele de pictură veche, mai bine păstrată pe bolta naosului. Cam în aceeași perioadă, frații Gribu au plătit Icoanele Împărătești destinate lăcașului. În aceste condiții, anul 1862 săpat pe ancadramentul cu decor sărăcăcios al intrării de pe latura de sud, indică numai una dintre etapele importante de reparații. În acel an a fost mărită construcția, spre vest și a fost adăugată prispa, pe latura de sud. Din punct de vedere constructiv absida prezintă laturi cu unghi în ax, o formă străveche de arhitectură a lemnului. Acest lucru demonstrează continuitatea locuirii acestei vetre străvechi de spiritualitate românească. La interior, nava este acoperită de o boltă semicilindrică și o alta, cu fâșii curbe peste absidă. Lăcașul a beneficiat de lucrări de restaurare în anii 1968-1969, ce s-au extins și la clopotnița de alături.

## Imagini din exterior

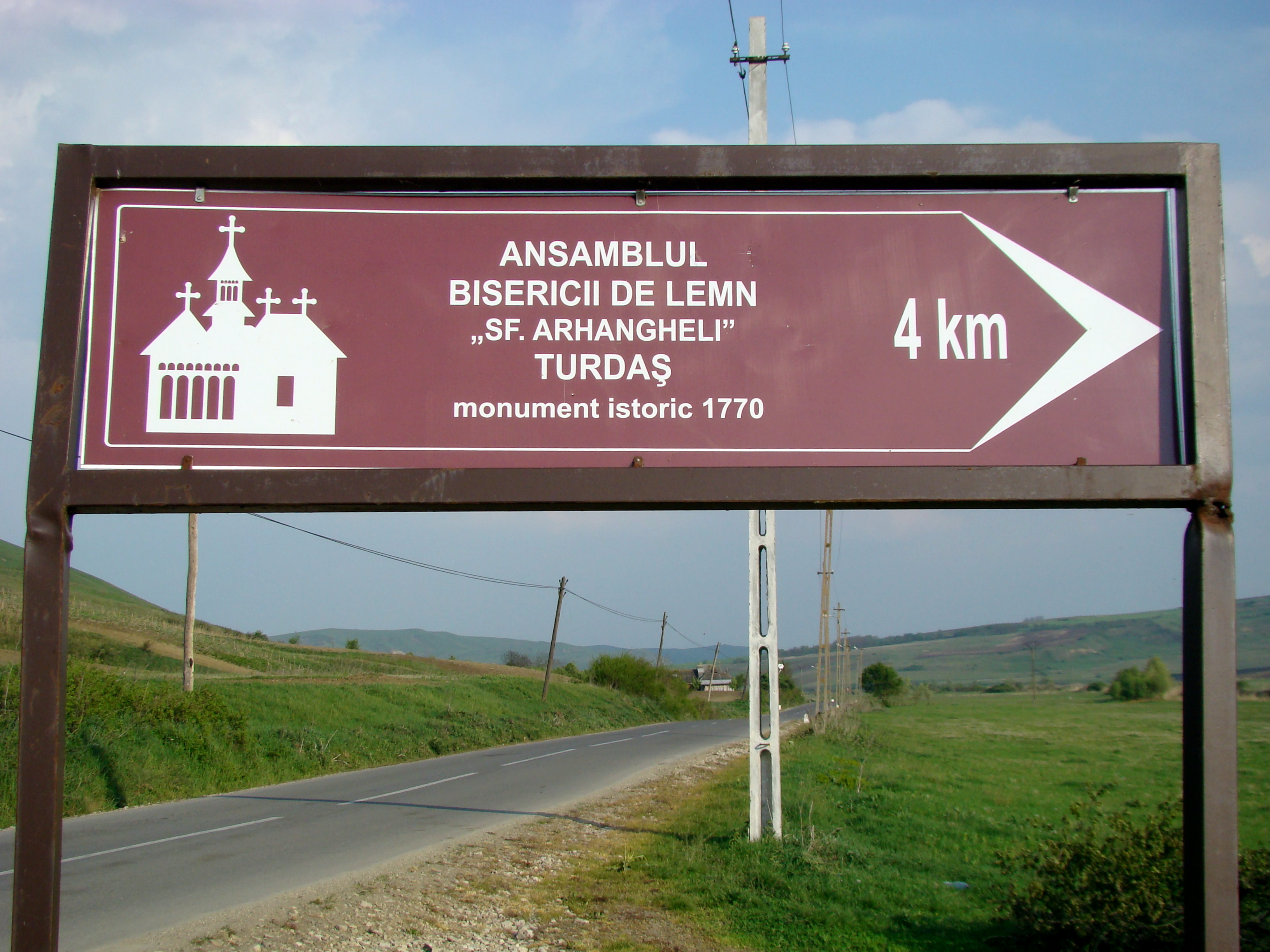
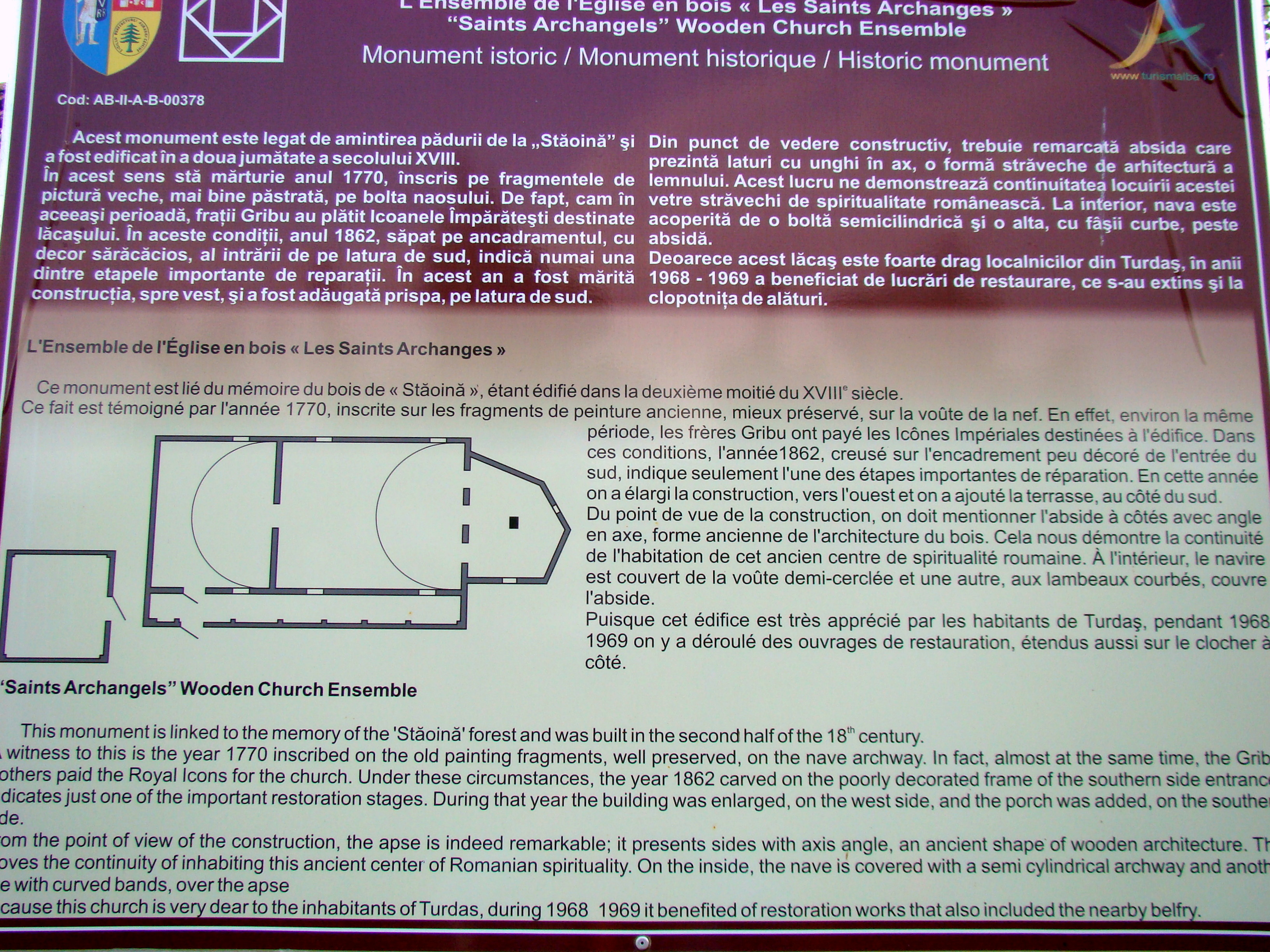
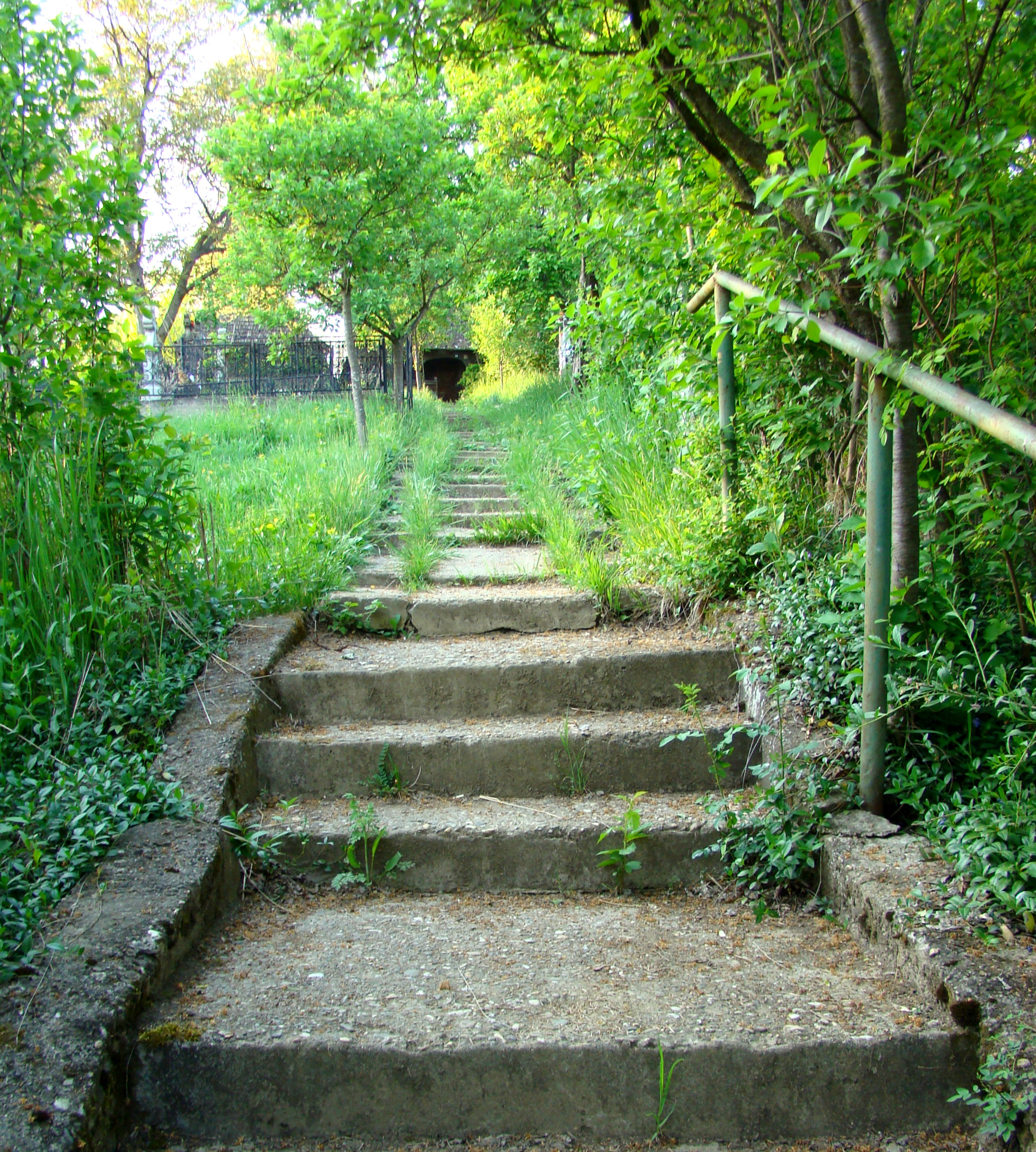
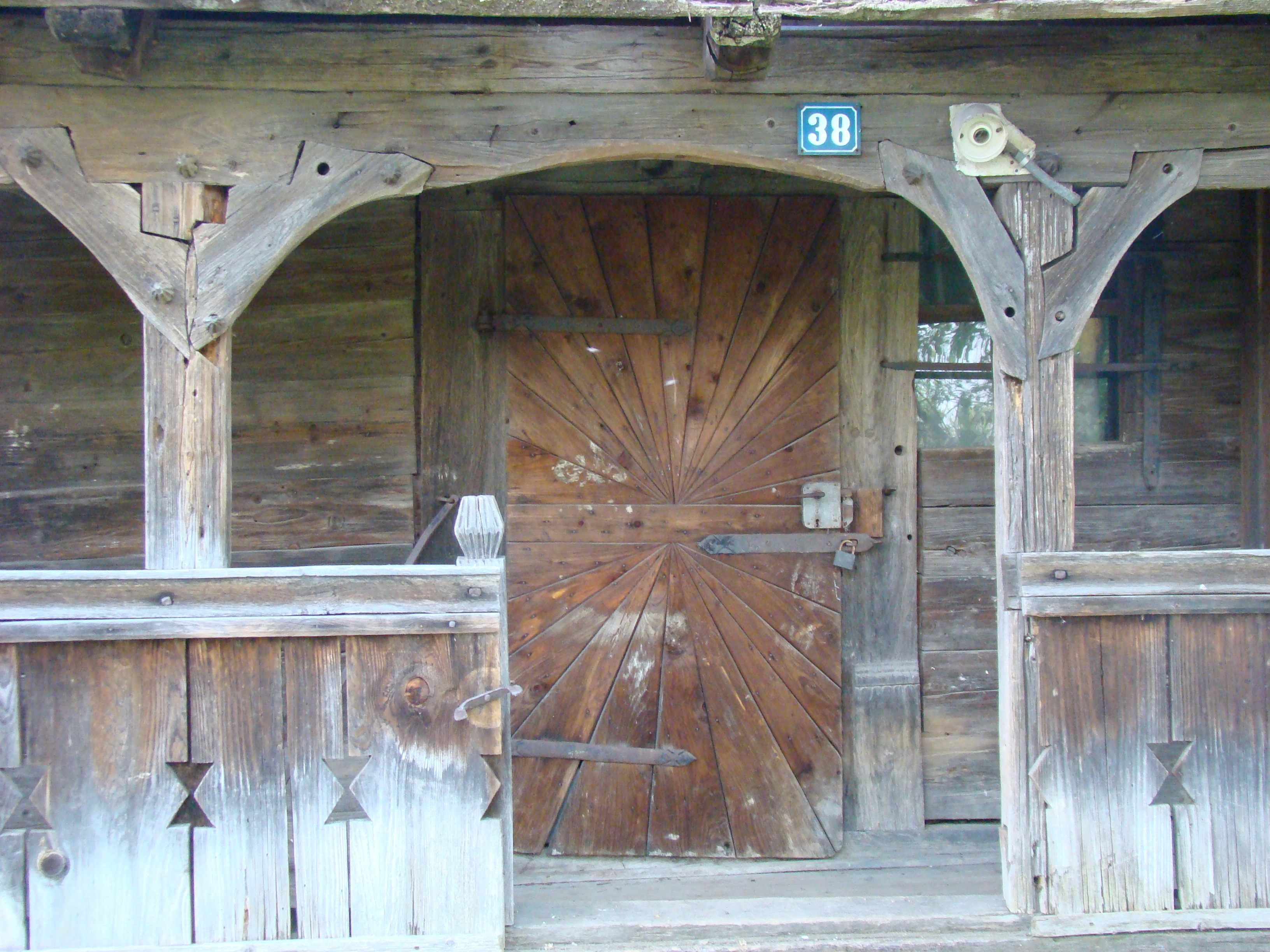
Intrarea în biserică
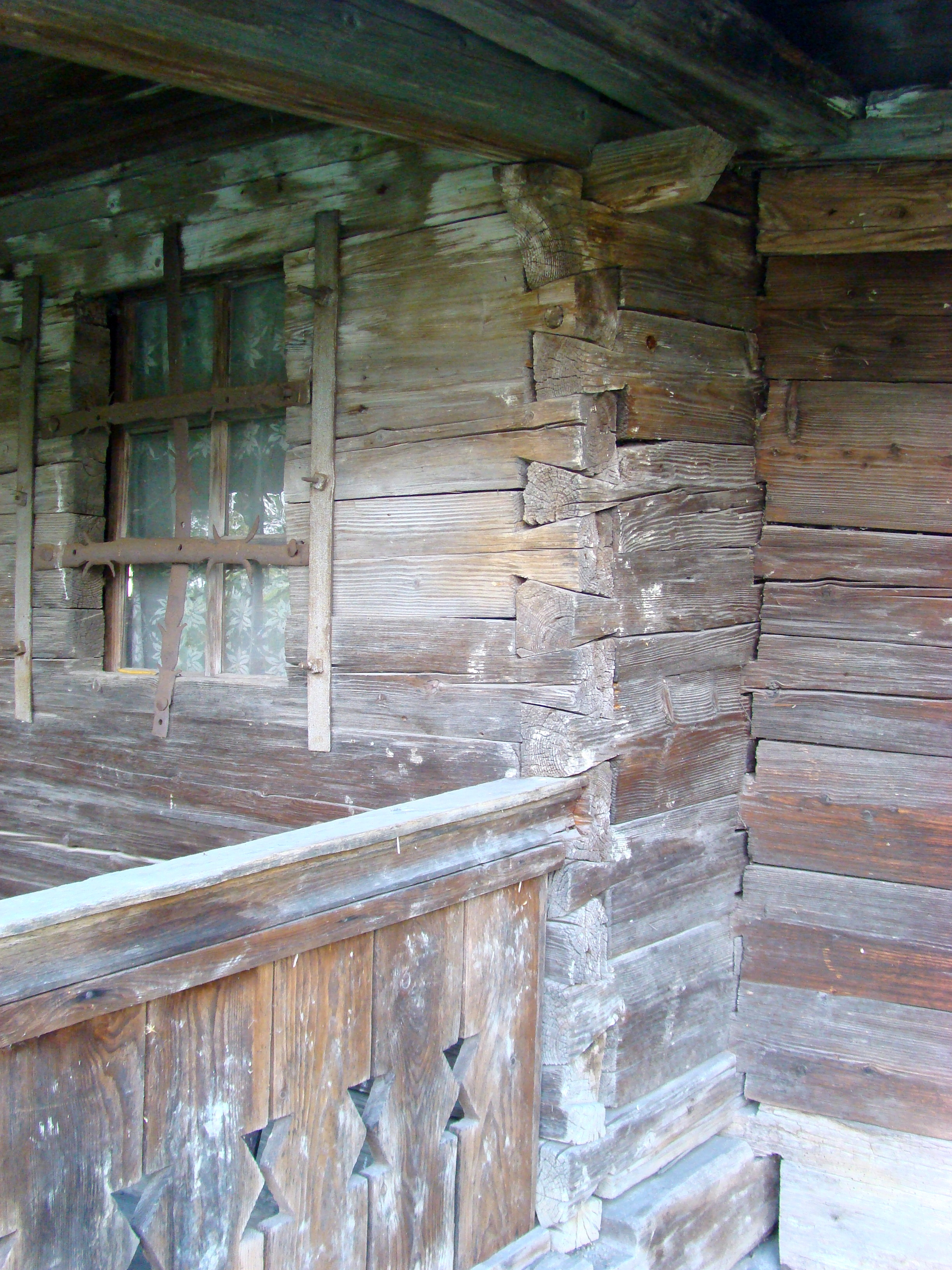
Decroşul absidei altarului
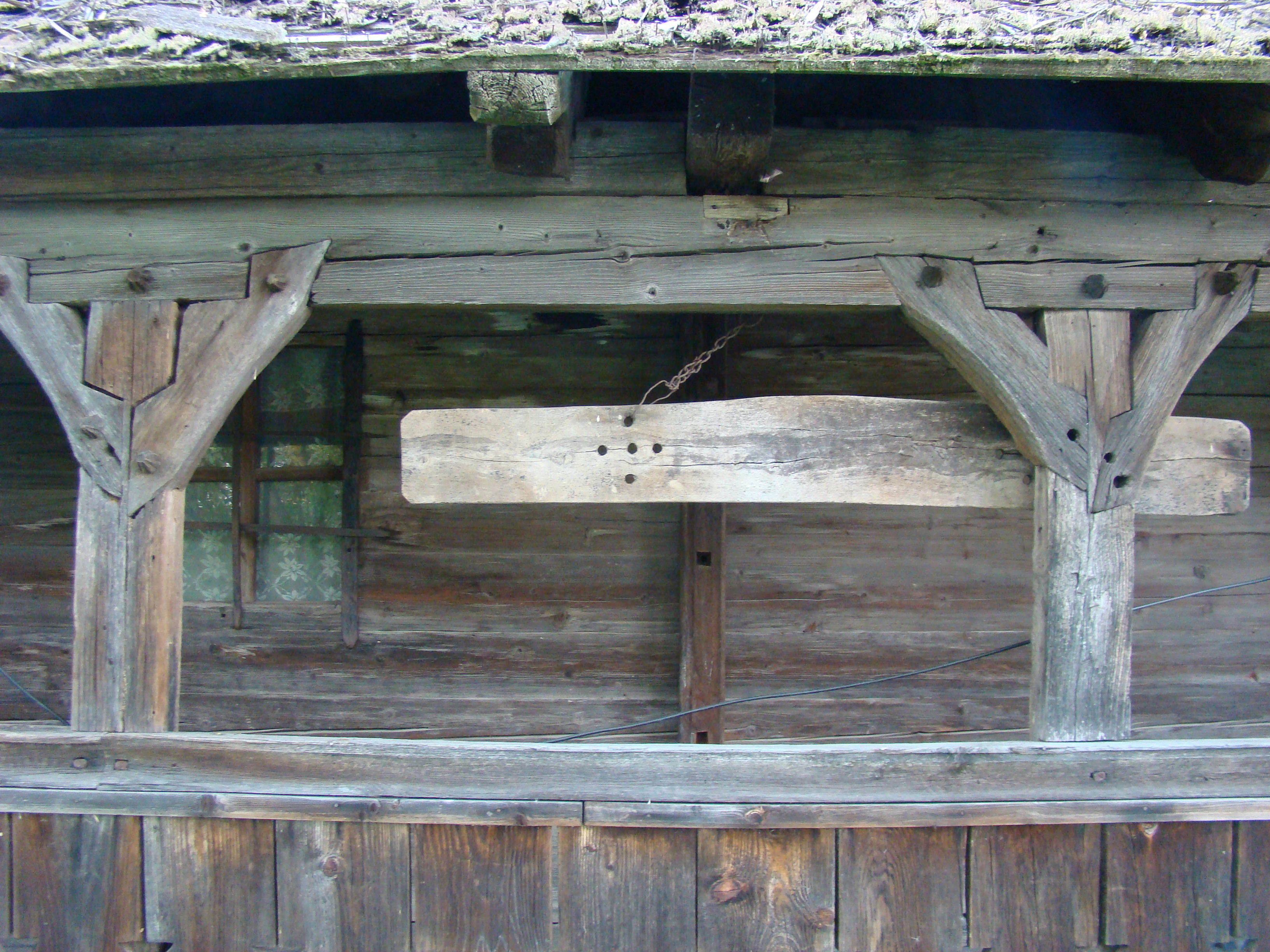
Toaca
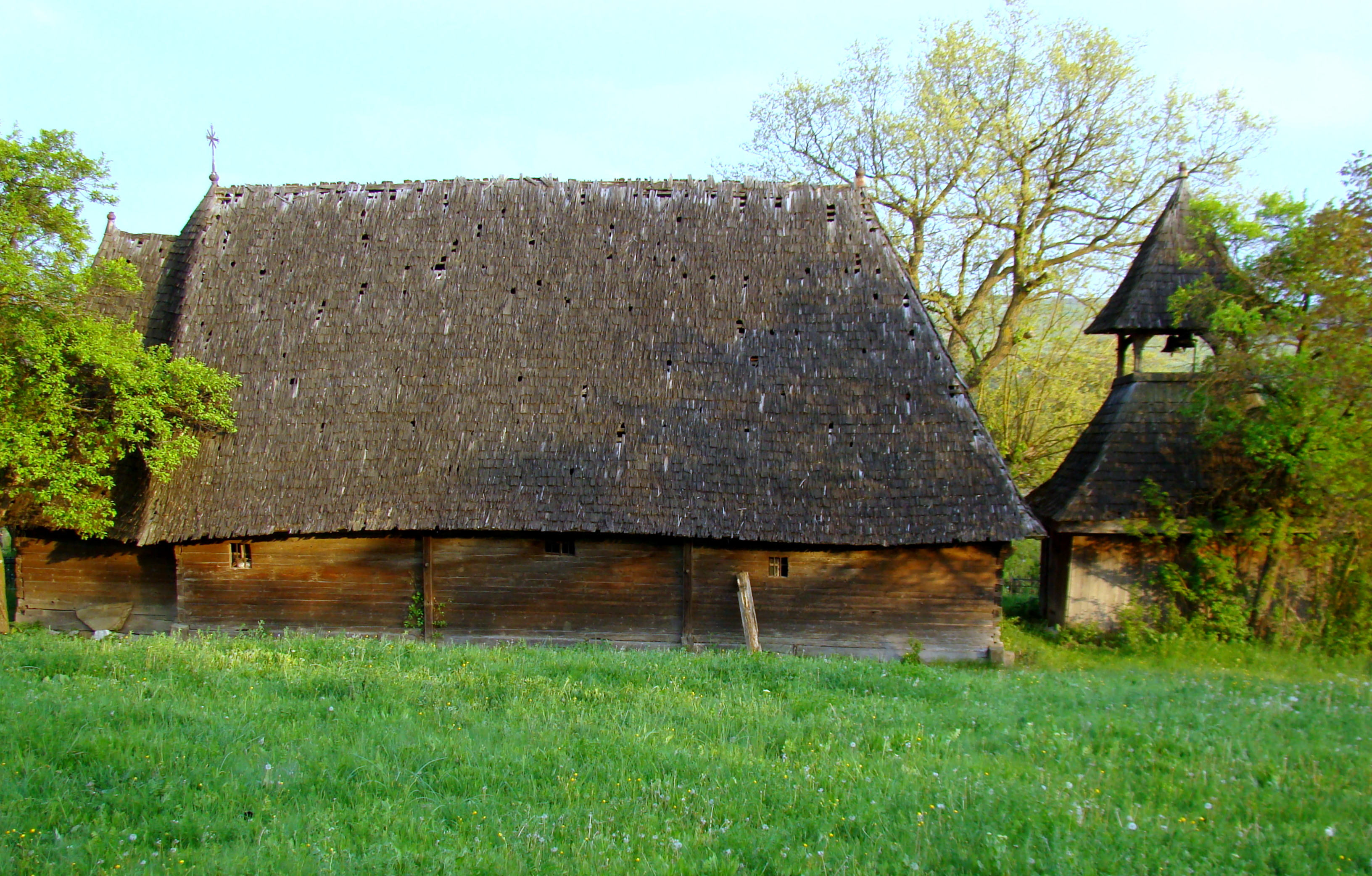
Vedere de ansamblu
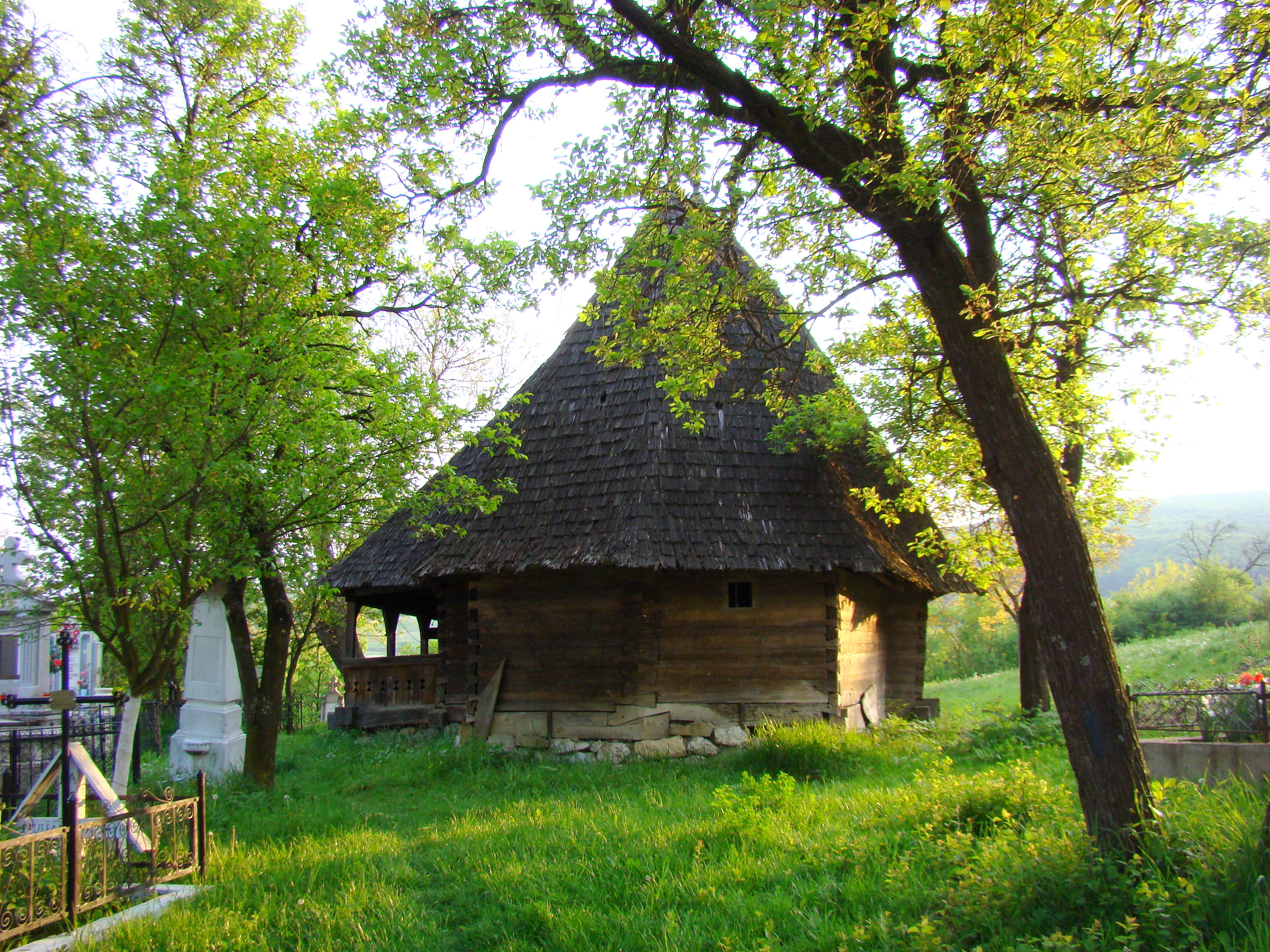
Vedere din est
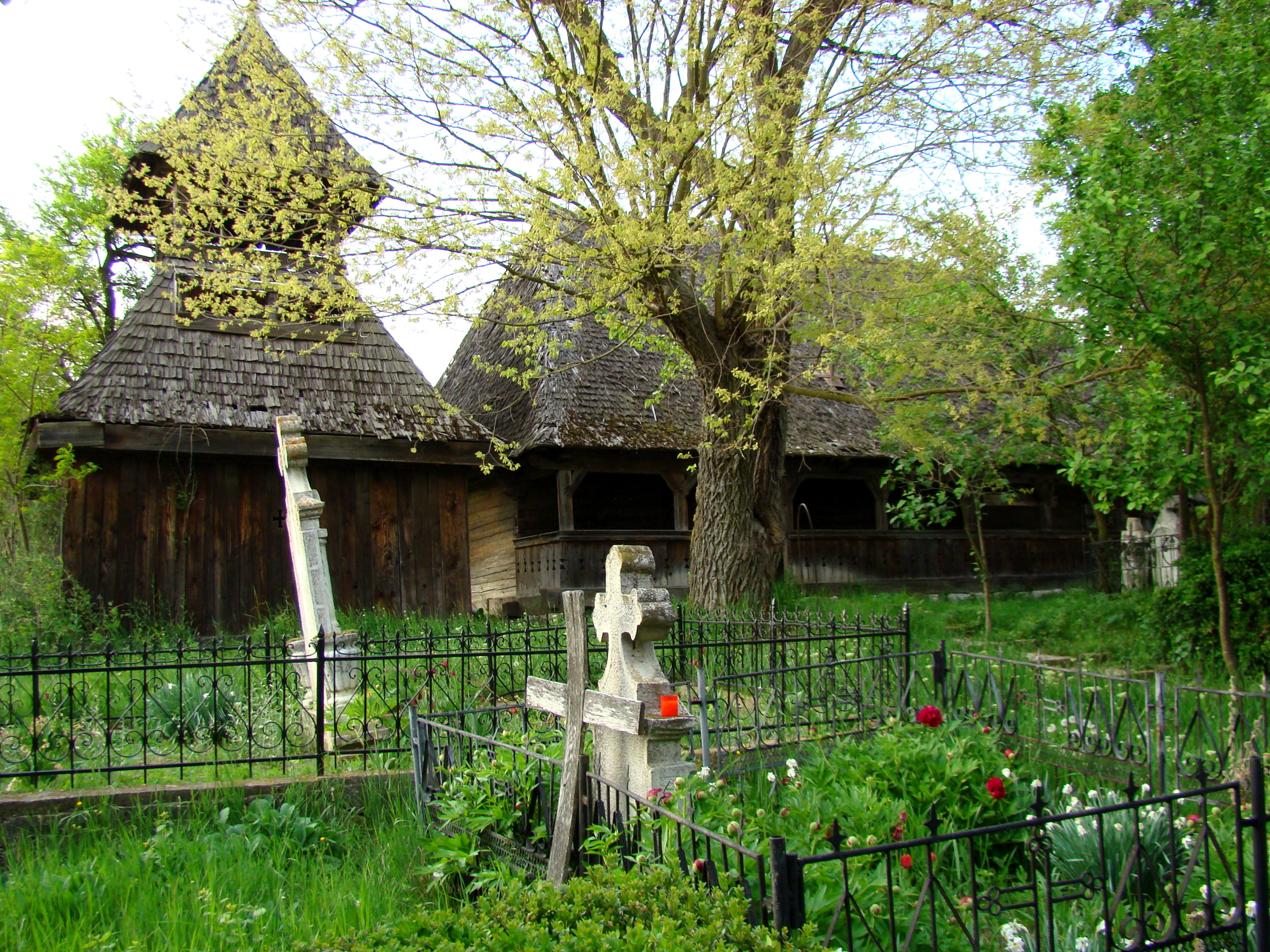
Vedere din sud-vest
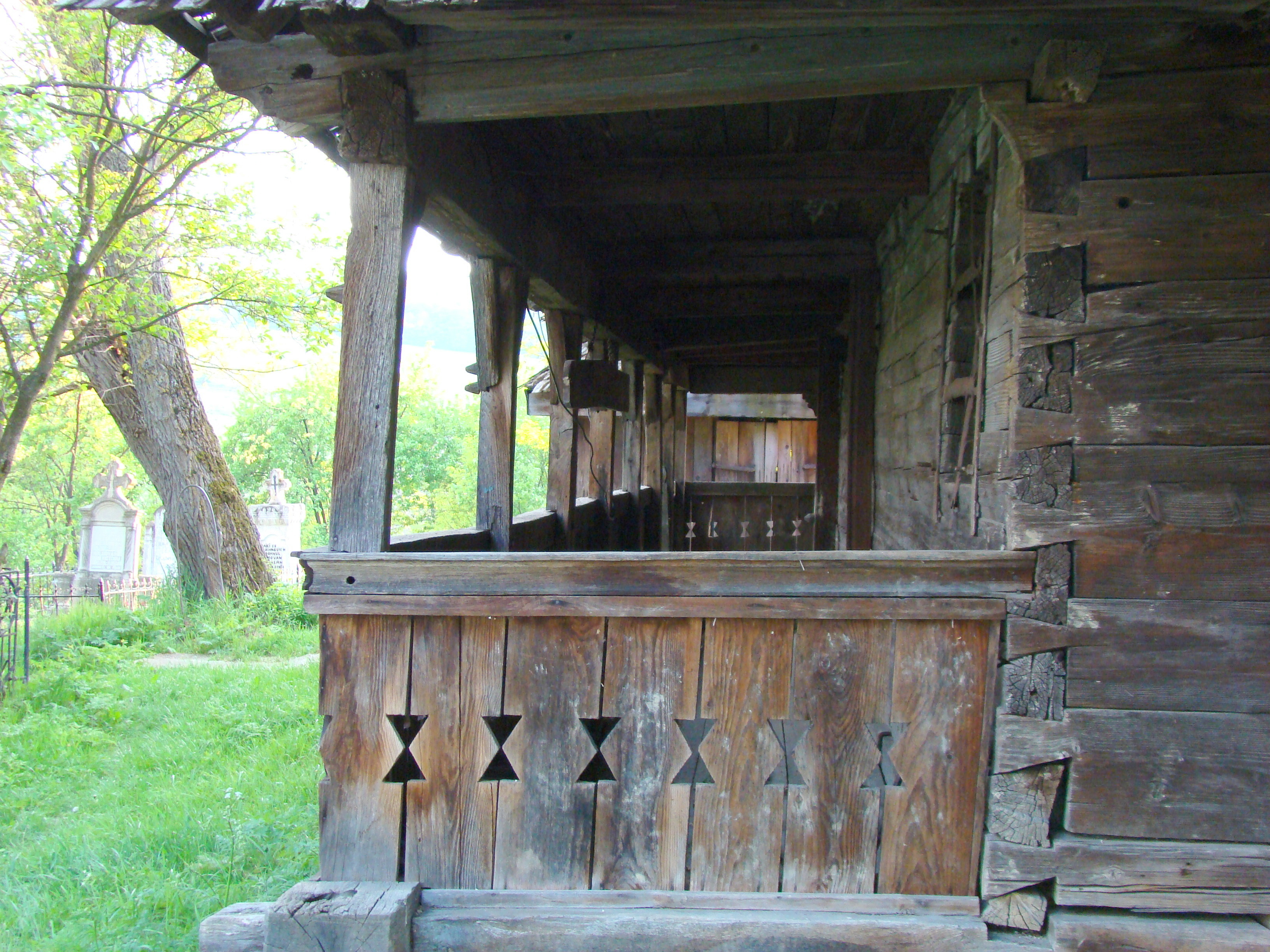
Prispa bisericii
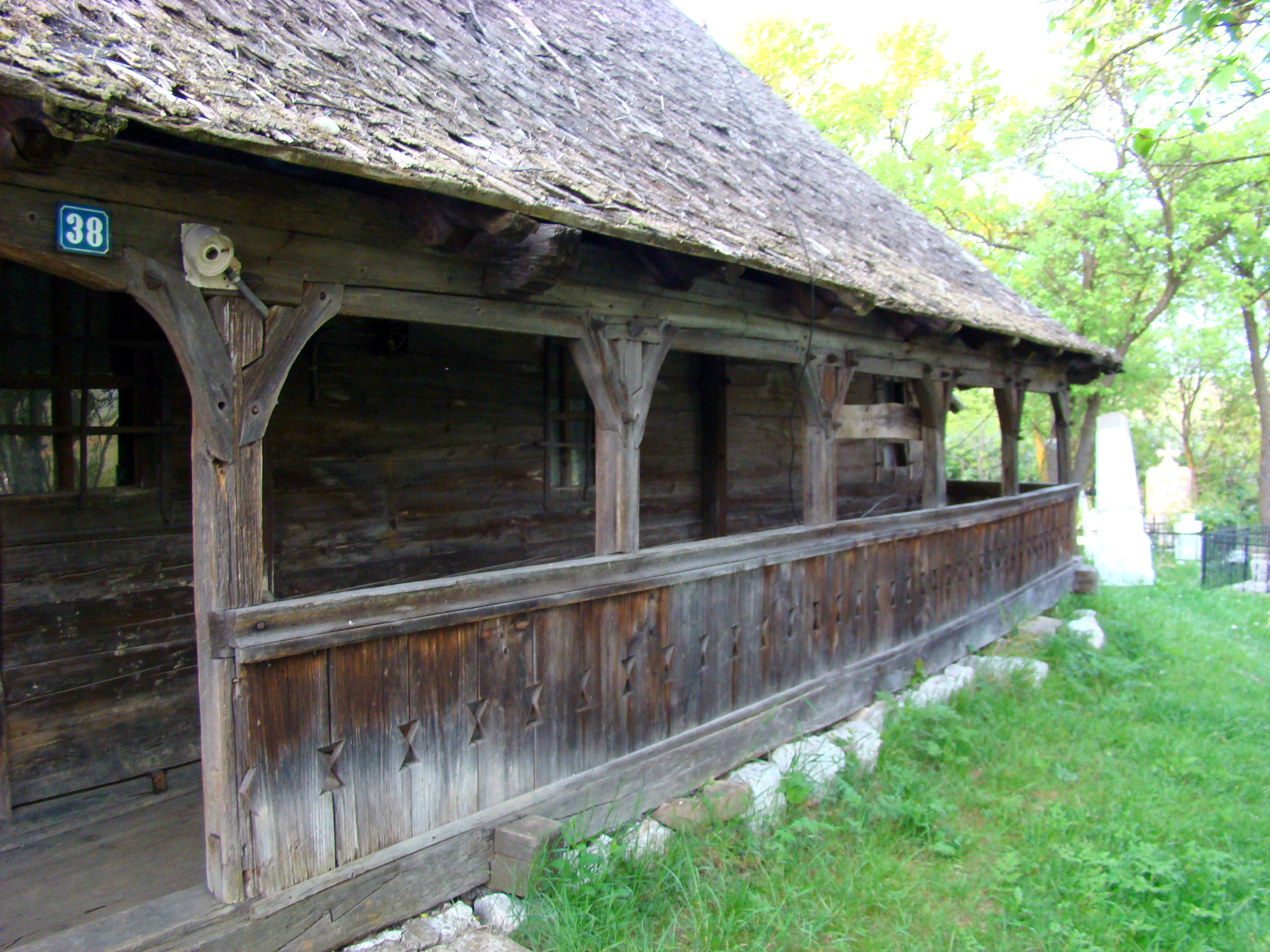
Prispa bisericii
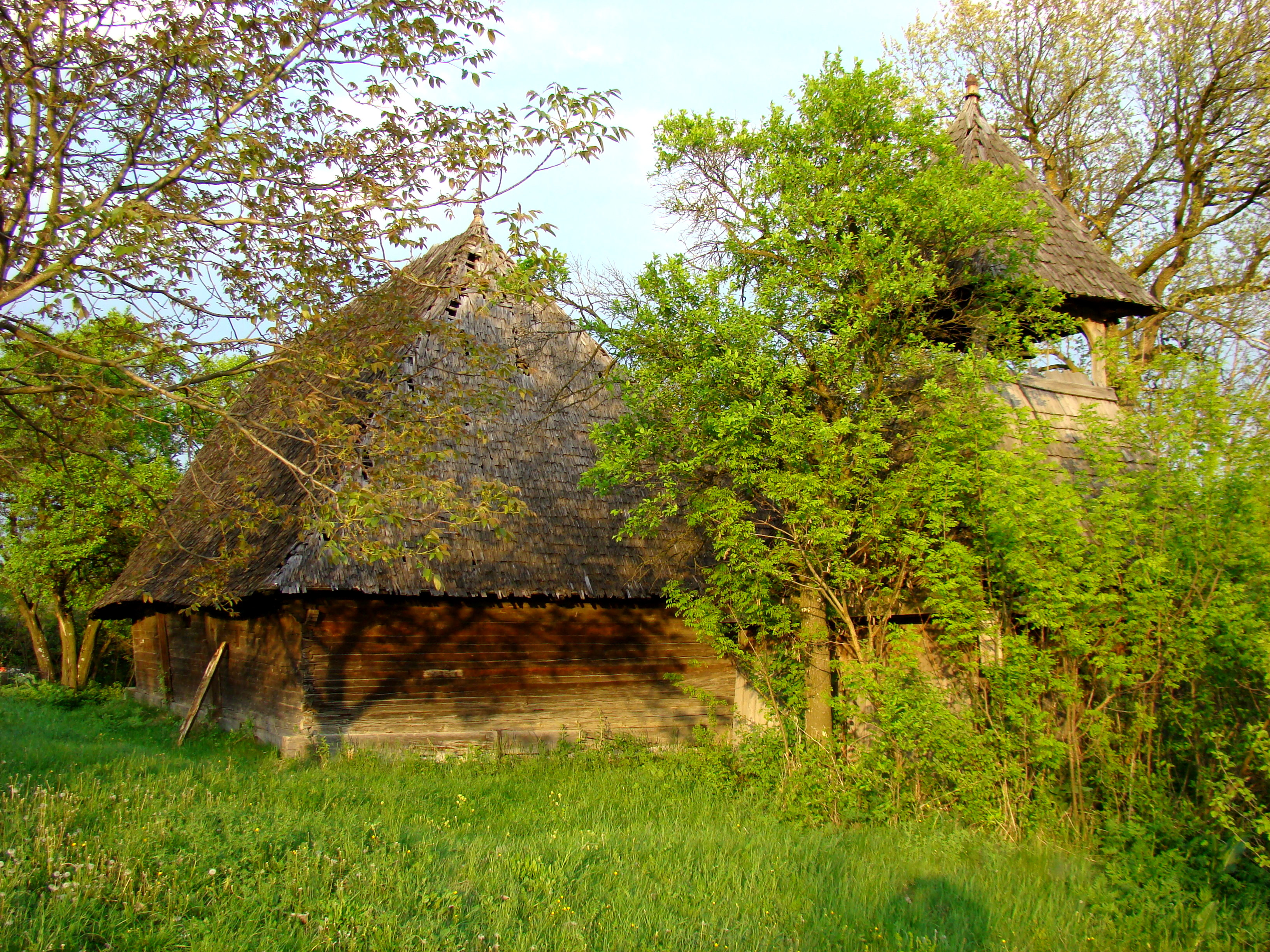
Vedere de ansamblu din nord-vest
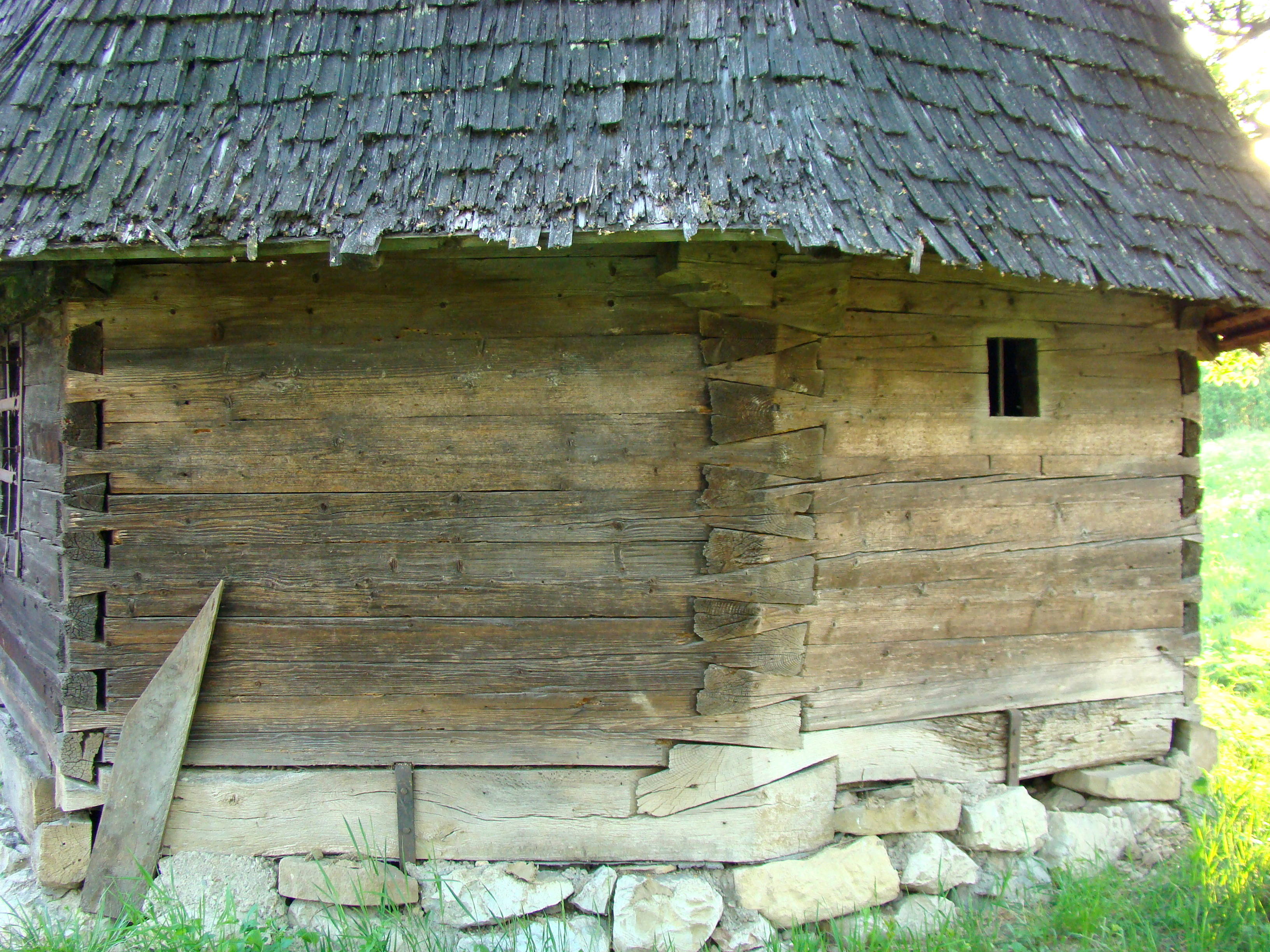
Absida altarului
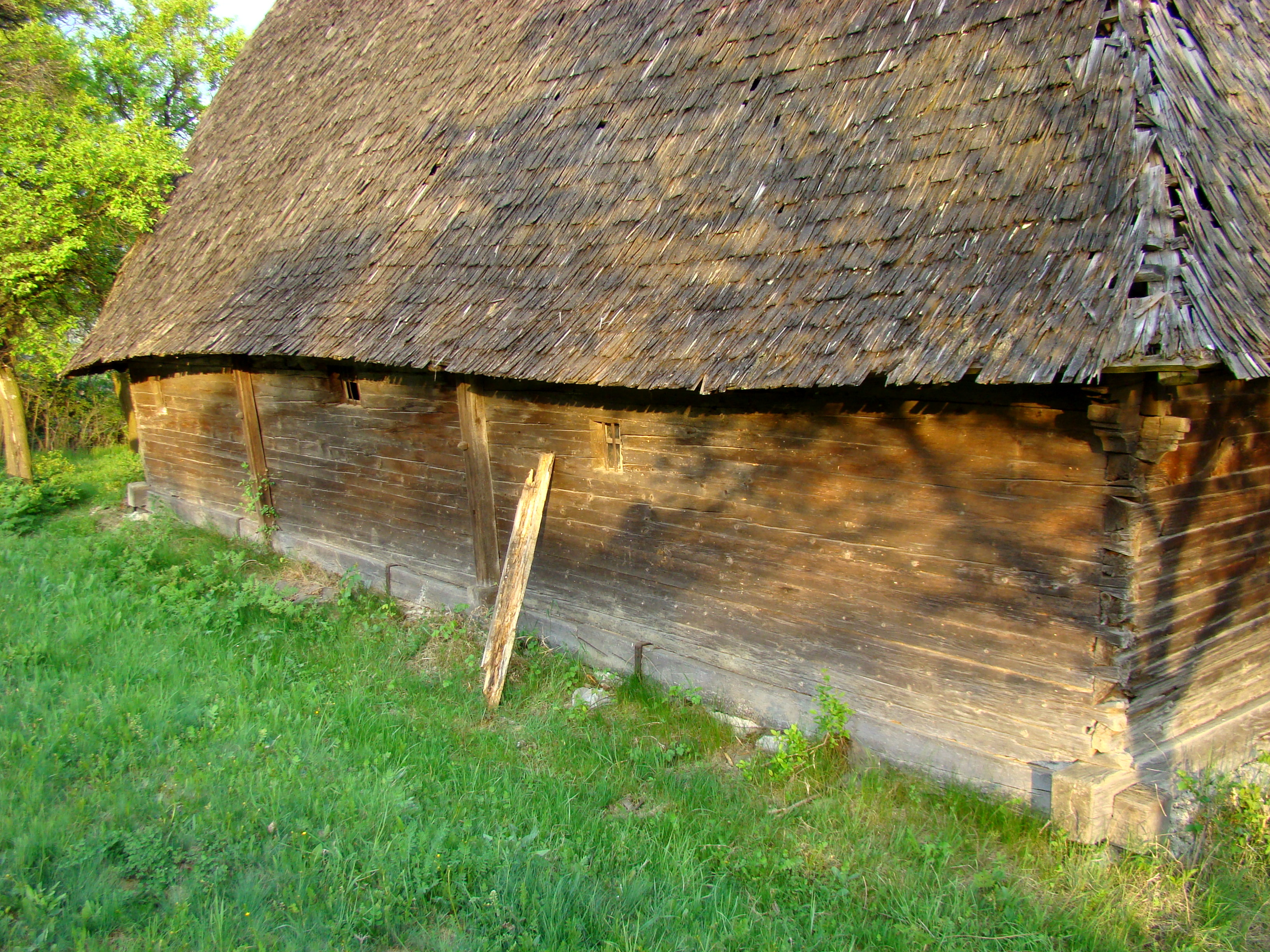
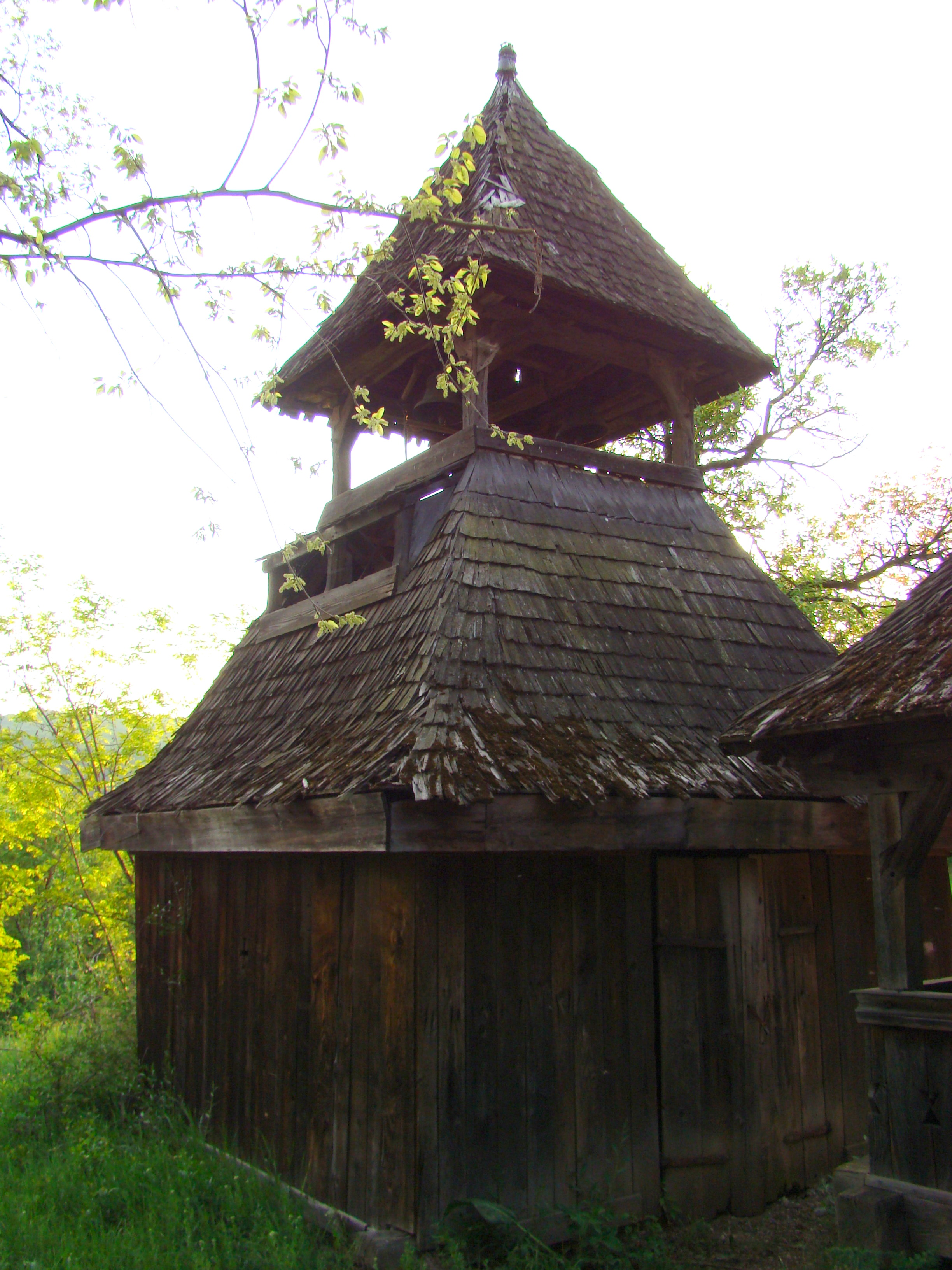
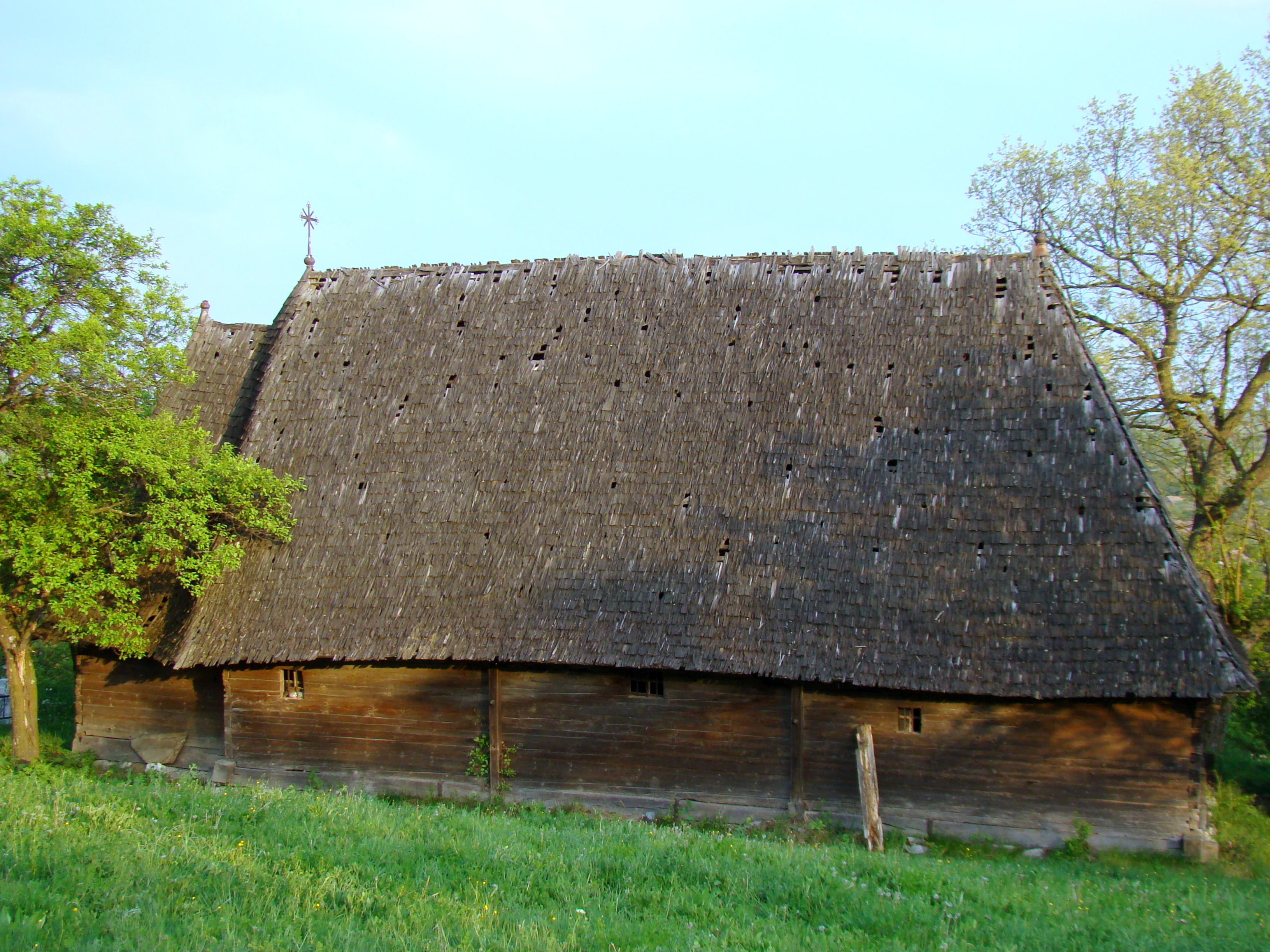
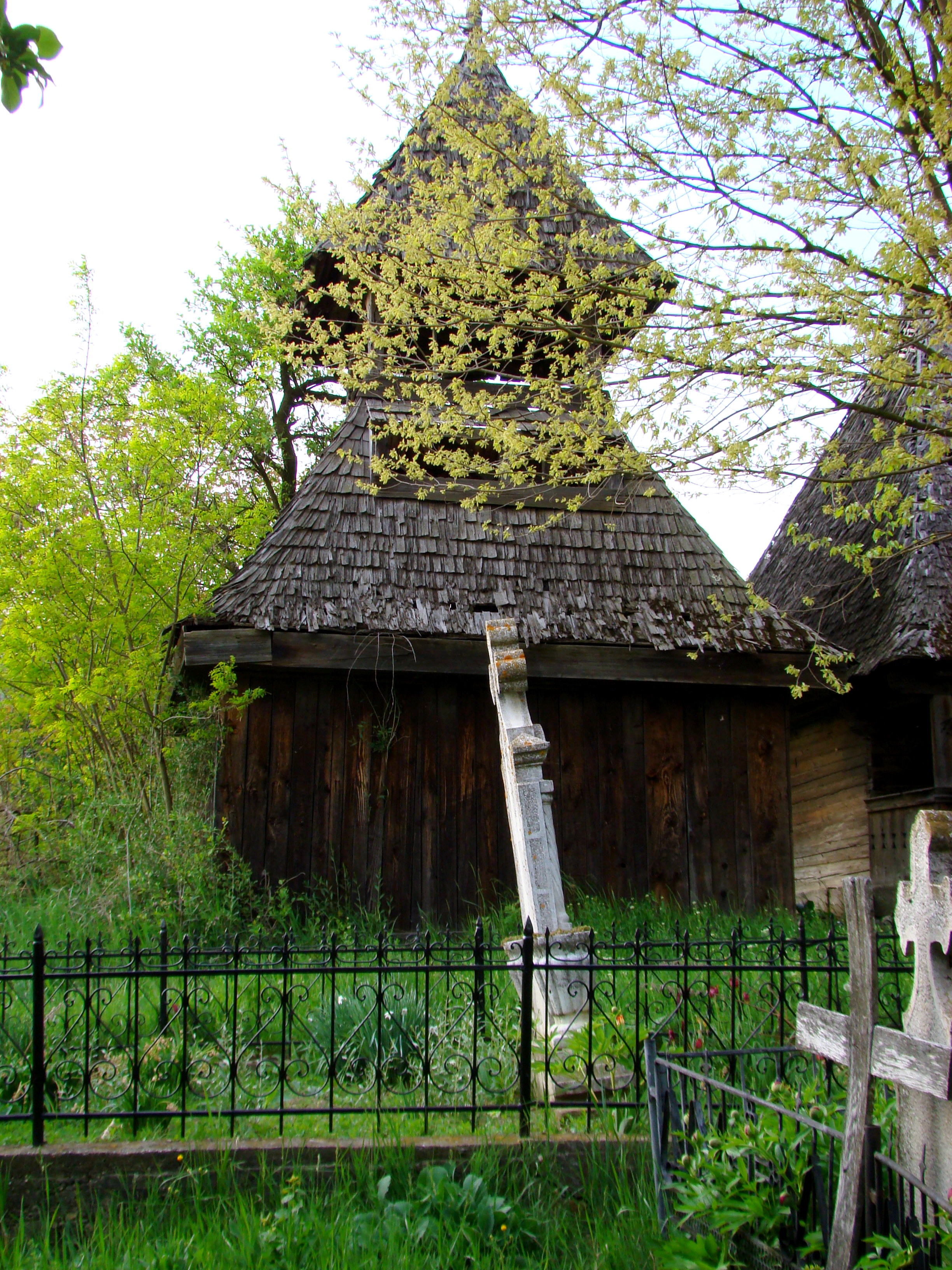
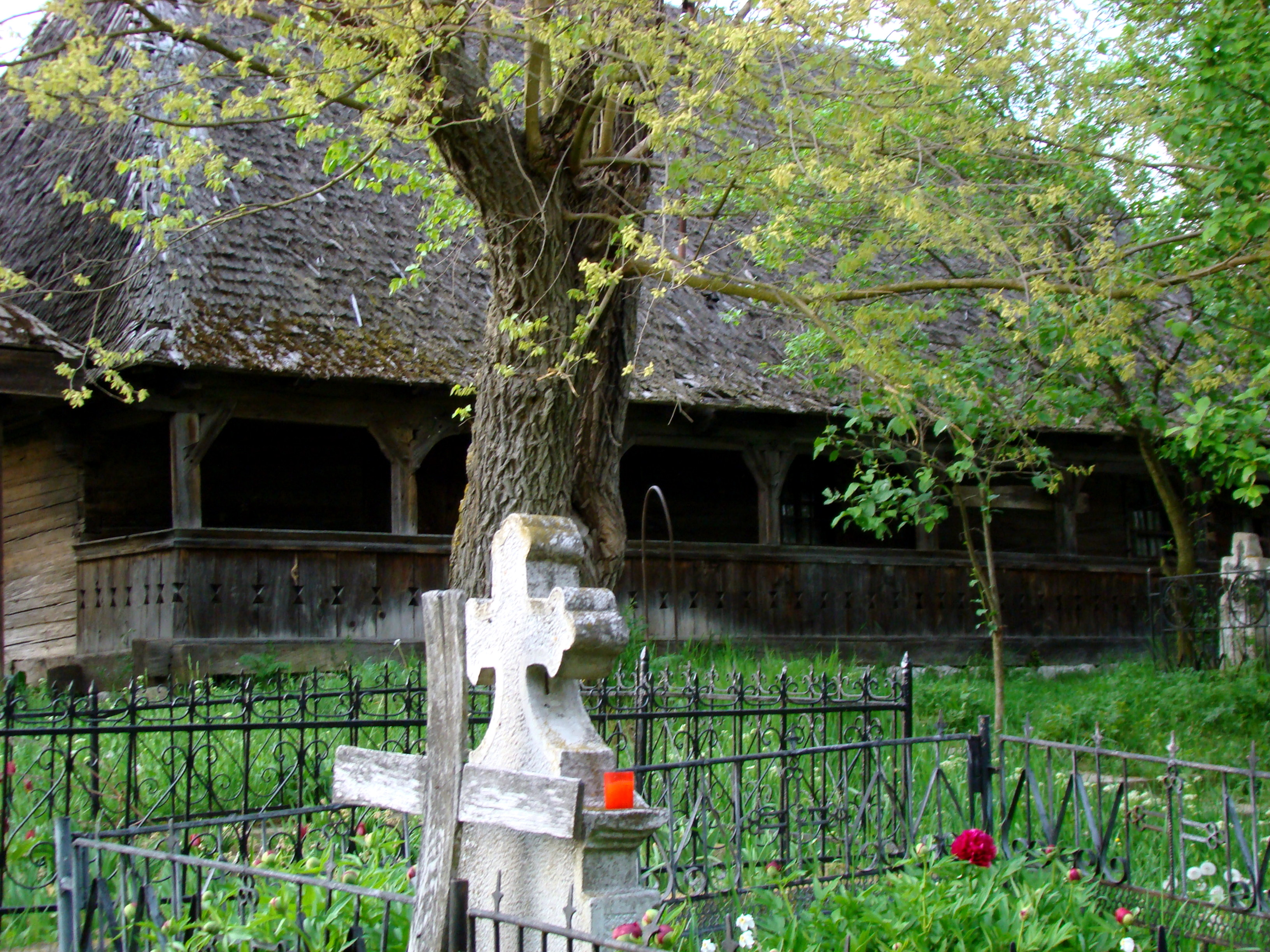

## Imagini din interior

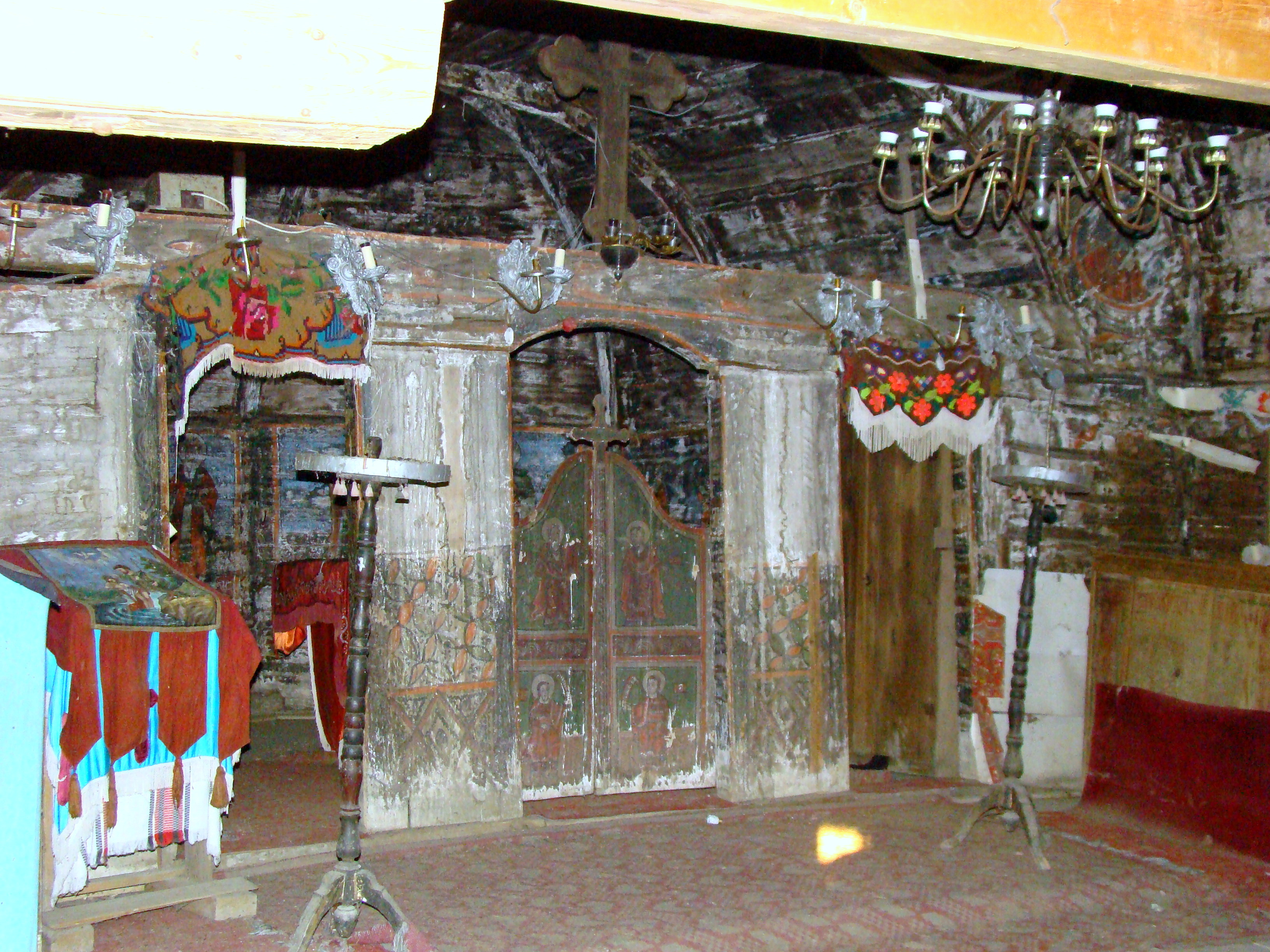
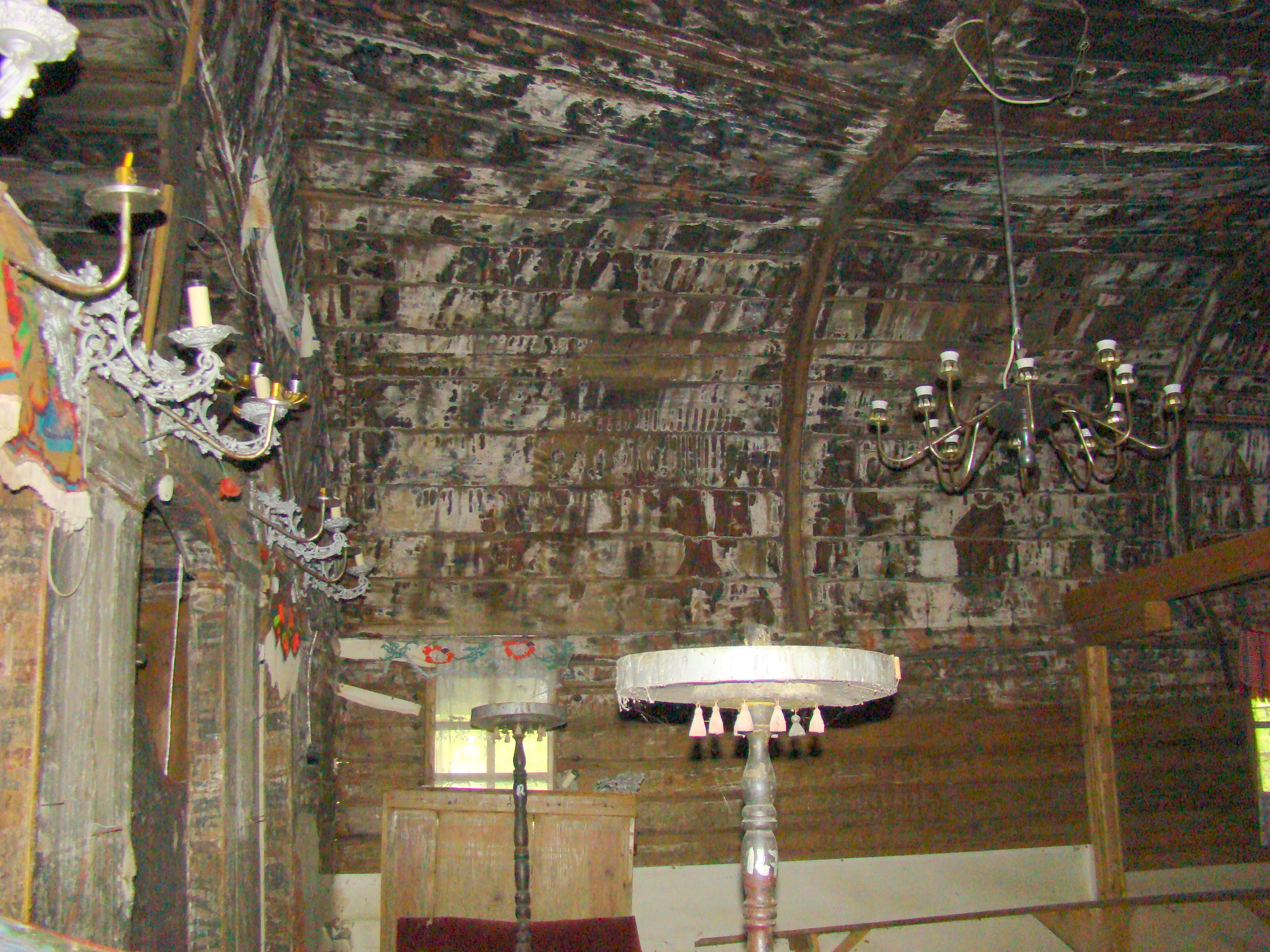
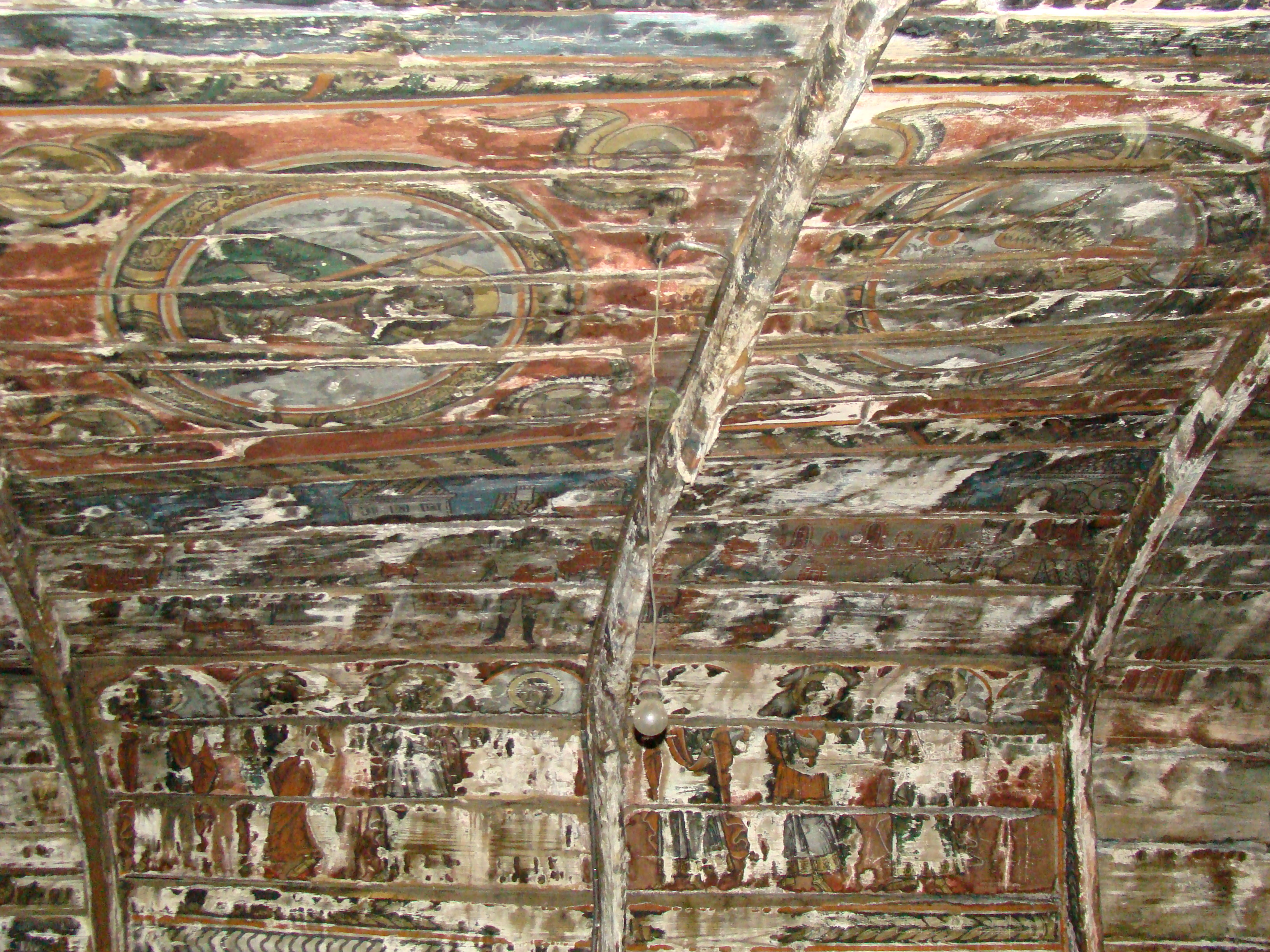
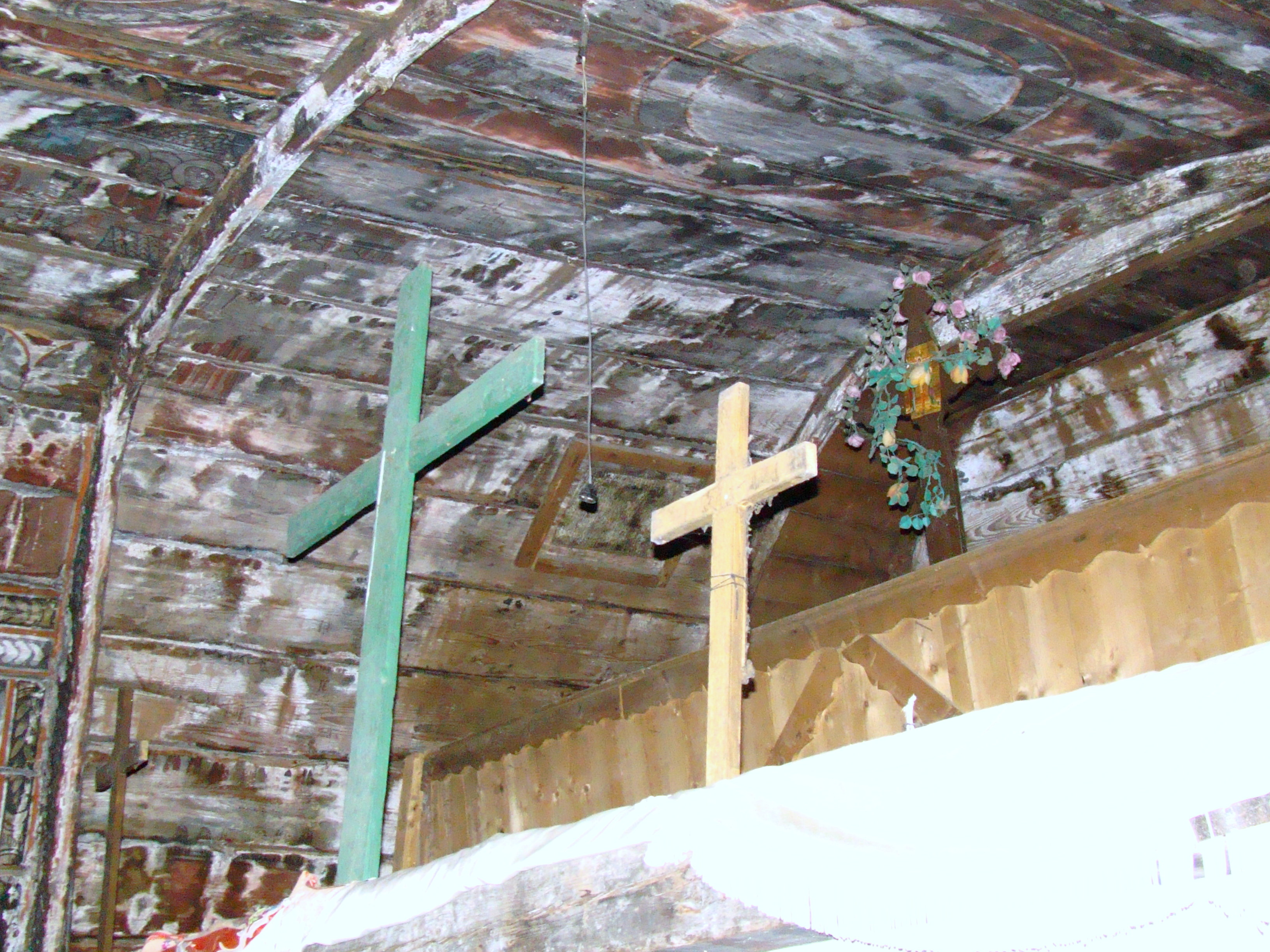
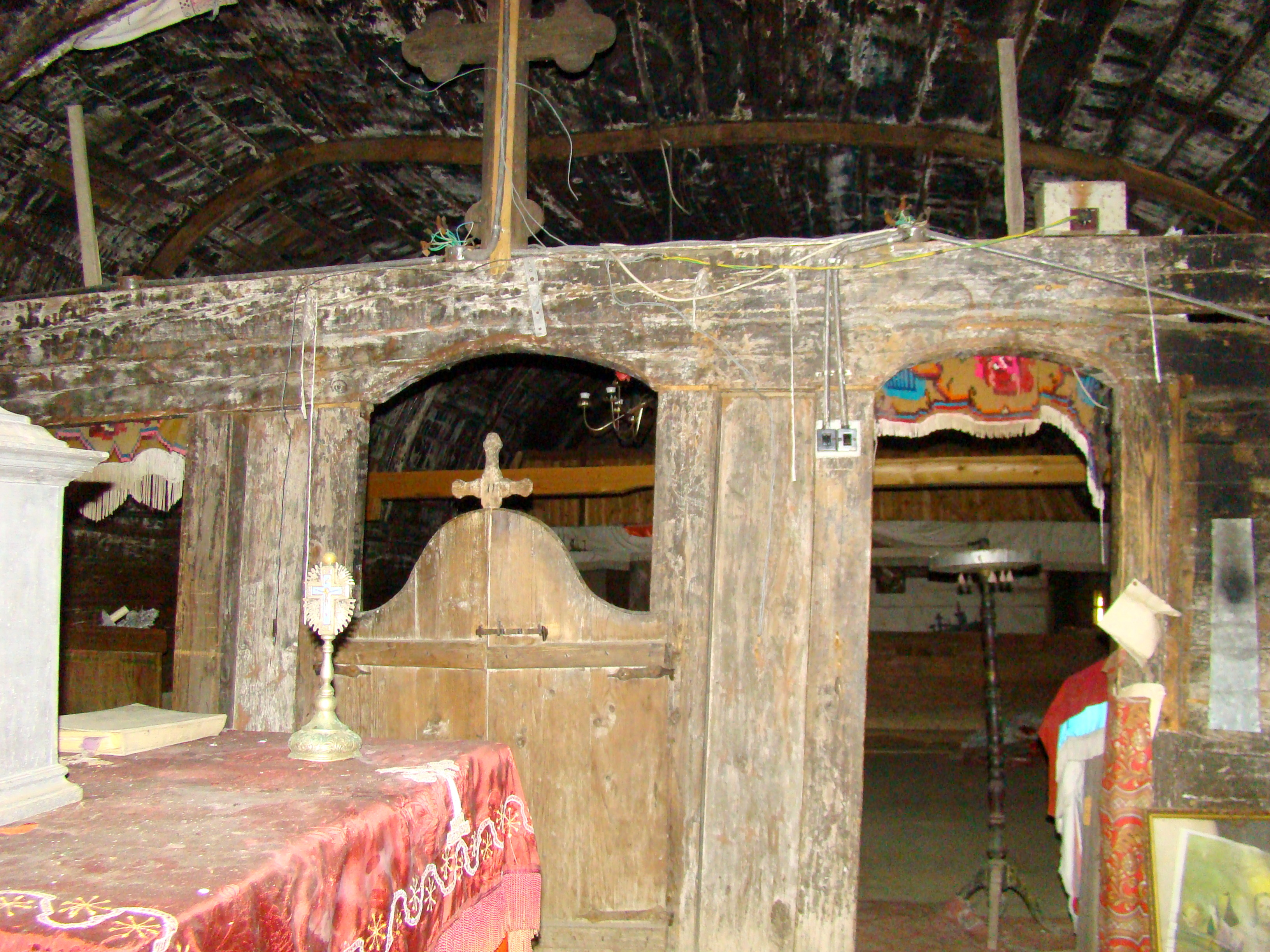
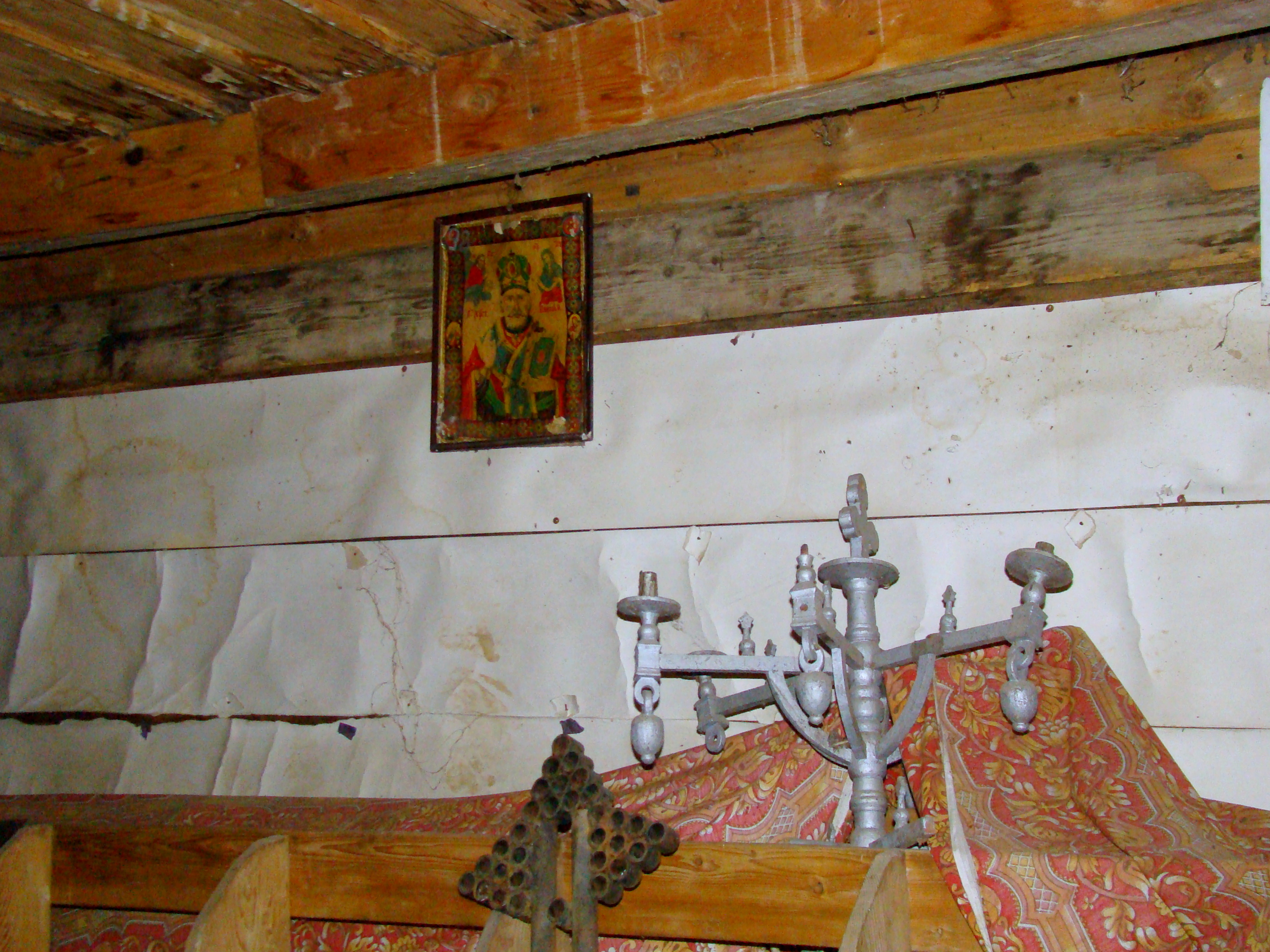
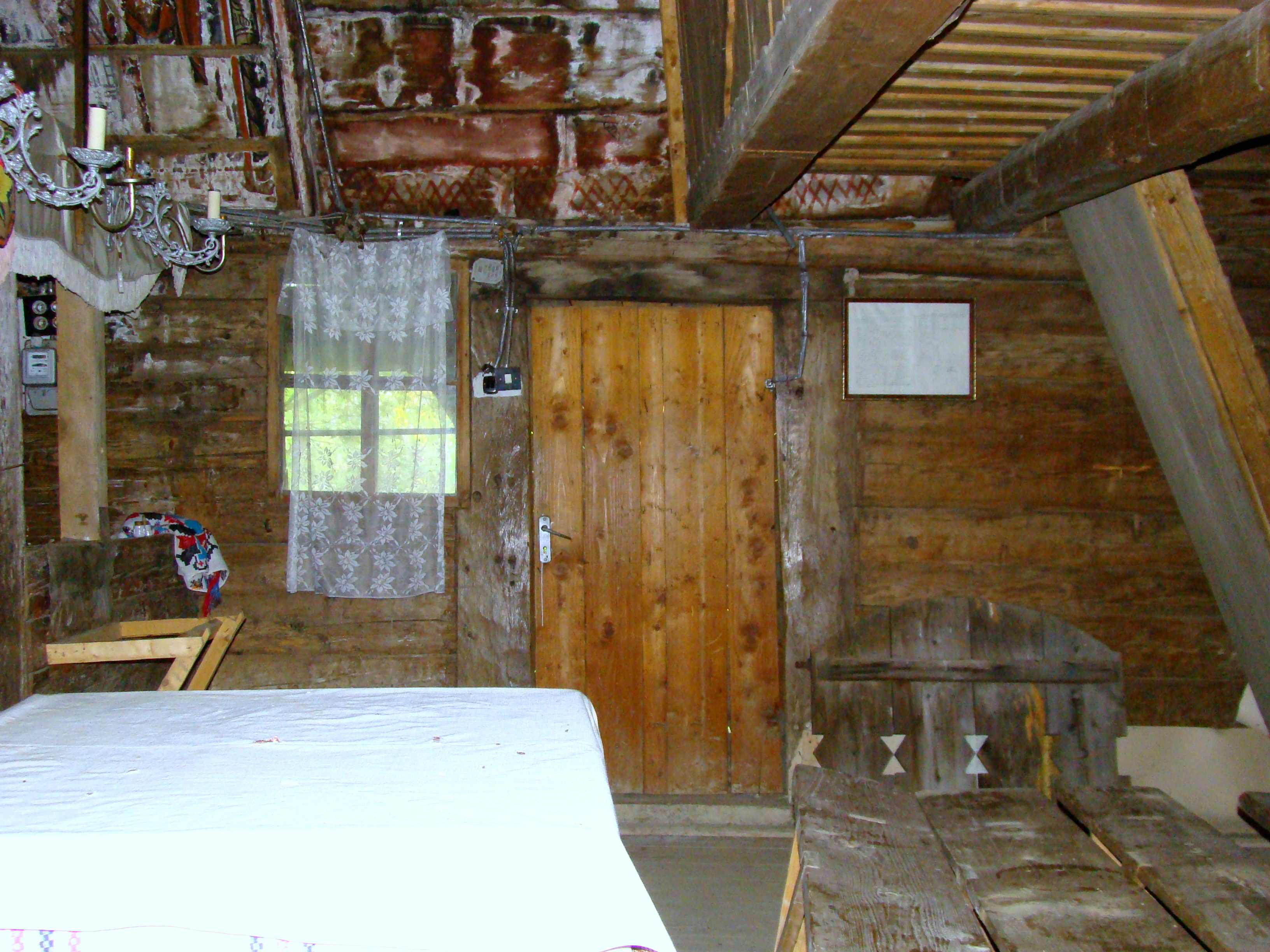
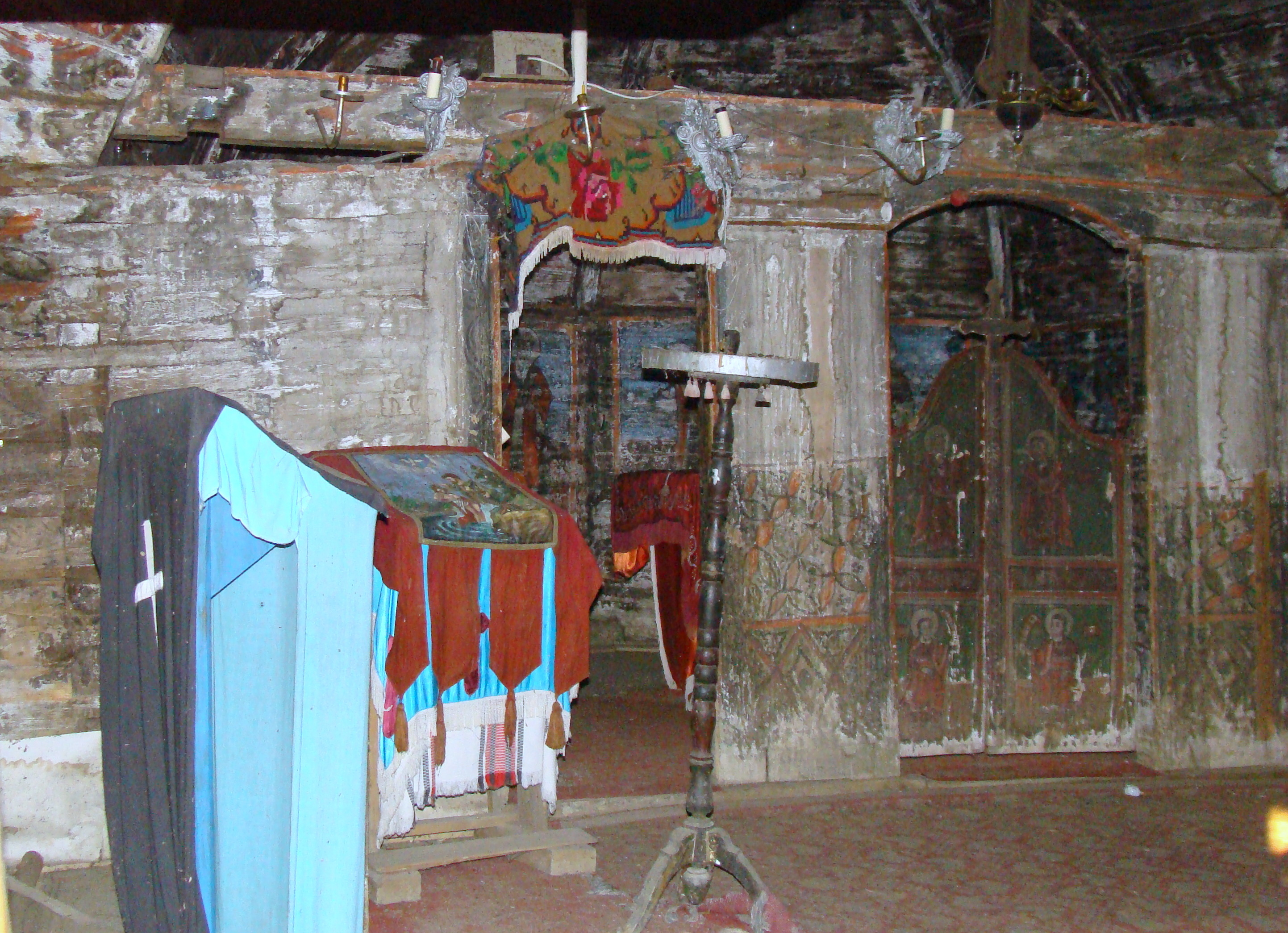